# Роузмаунт (Огайо)
Роузмаунт (англ. Rosemount) — переписна місцевість (CDP) в США, в окрузі Сайото штату Огайо. Населення — 2117 осіб (2020).

## Географія
Роузмаунт розташований за координатами 38°46′18″ пн. ш. 82°57′59″ зх. д. / 38.77167° пн. ш. 82.96639° зх. д. (38.771657, -82.966322).  За даними Бюро перепису населення США в 2010 році переписна місцевість мала площу 14,90 км², з яких 14,89 км² — суходіл та 0,01 км² — водойми.

## Демографія
Згідно з переписом 2010 року, у переписній місцевості мешкало 2112 осіб у 813 домогосподарствах у складі 576 родин. Густота населення становила 142 особи/км².  Було 888 помешкань (60/км²).
Расовий склад населення:
| - 97,5 % — білих - 0,7 % — чорних або афроамериканців - 0,5 % — азіатів - 0,1 % — корінних американців |

До двох чи більше рас належало 0,9 %. Частка іспаномовних становила 0,6 % від усіх жителів.
За віковим діапазоном населення розподілялося таким чином: 21,2 % — особи молодші 18 років, 57,9 % — особи у віці 18—64 років, 20,9 % — особи у віці 65 років та старші. Медіана віку мешканця становила 43,8 року. На 100 осіб жіночої статі у переписній місцевості припадало 85,1 чоловіків;  на 100 жінок у віці від 18 років та старших — 81,5 чоловіків також старших 18 років.
Середній дохід на одне домашнє господарство  становив 56 011 долар США (медіана — 52 589), а середній дохід на одну сім'ю — 64 274 долари (медіана — 63 663). За межею бідності перебувало 16,6 % осіб, у тому числі 18,7 % дітей у віці до 18 років та 14,9 % осіб у віці 65 років та старших.
Цивільне працевлаштоване населення становило 829 осіб. Основні галузі зайнятості: освіта, охорона здоров'я та соціальна допомога — 36,6 %, виробництво — 14,6 %, публічна адміністрація — 12,4 %.